# CNBC (televisiebedrijf)
CNBC is een netwerk van kabel- en satellietnieuwskanalen uit de Verenigde Staten. De afkorting staat voor Consumer News and Business Channel.
CNBC is in handen van NBC Universal dat op haar beurt weer in handen is van Comcast Corporation. CNBC, dat in 1987 begon met uitzenden, heeft overal ter wereld aparte (voor een bepaald werelddeel) nieuwskanalen. De zender die in Nederland en Vlaanderen in de ochtenduren via het kanaal van National Geographic Channel te zien was t/m oktober 2009, heet CNBC Europe. De programma's die de rest van de dag worden uitgezonden, zijn te volgen via een digitaal tv-pakket of de satelliet. Vrijwel de gehele programming van CNBC staat in het teken van actueel beursnieuws.

## CNBC internationaal
Op 9 december 1997 besloten Dow Jones & Company en NBC om een joint venture aan te gaan voor het oprichten van de internationale versie van het in de Verenigde Staten succesvolle CNBC. Als eerste richtte men CNBC Europe op. Daarnaast kwam er nog CNBC Asia, CNBC Japan Nikkei-CNBC, Class CNBC (Italië), CNBC Turkije CNBC-e, CNBC Arabiya, en het ook in Noord-Amerika te ontvangen CNBC World.
Dow Jones & Company verkocht haar belang in de internationale activiteiten van CNBC, waardoor NBC Universal sinds 1 januari 2006 voor 100 % eigenaar is van de zenders die oorspronkelijk in de joint venture zaten en dus ook CNBC Europe.

### Programmering CNBC Europe
- Today's Business Europe
- Squawk Box Europe
- Morning Exchange Europe
- Power Lunch Europe
- European Closing Bell
- The Age of Wal-Mart
- The Wall Street Journal Report
- Late Night with Jimmy Fallon
- Mad Money
- Business Center
- Street Signs